# Raja Gosnell
Raja Raymond Gosnell (ur. 9 grudnia 1958 w Los Angeles) – amerykański reżyser i montażysta filmowy.

## Filmografia

### Reżyser
- 1997: Alex – sam w domu
- 1999: Ten pierwszy raz
- 2000: Agent XXL
- 2002: Scooby-Doo
- 2004: Scooby-Doo 2: Potwory na gigancie
- 2005: Twoje, moje i nasze
- 2006: Big Baby
- 2007: Twist
- 2008: Cziłała z Beverly Hills
- 2011: Smerfy
- 2013: Smerfy 2
- 2018: Wyszczekani
- 2021: Gun and a Hotel Bible

### Montażysta
- 1984: Samotny facet
- 1987: Potwór w szafie
- 1987: Nastoletni wilkołak 2
- 1988: D.O.A.
- 1990: Kevin sam w domu
- 1990: Pretty Woman
- 1991: Tylko samotni
- 1992: Kevin sam w Nowym Jorku
- 1993: Pani Doubtfire
- 1993: Debiutant roku
- 1994: Cud na 34. ulicy
- 1995: Dziewięć miesięcy